# Минут-Сорохтина, Ольга Павловна
Ольга Павловна Минут-Сорохтина (1902—1991) — советский учёный-физиолог, педагог. Доктор биологических наук (1953). Доктор биологических наук (1958).

## Биография
Родилась в семье военного инженера, детство провела в Ленинграде. В 1920 г. окончила школу в Вышнем Волочке, работала педагогом в трудколонии.
В 1925 г. окончила рефлексологический факультет ленинградского государственного пединститута. С 1925 г. работала научным сотрудником Детского обследовательского института Народного комиссариата просвещения и педорефлексологического кабинета Областного отдела народного образования.
С 1929 г. ассистент кафедры психологии и рефлексологии Белорусского государственного университета, с 1931 г. — доцент кафедры психологии и рефлексологии Высшего педагогического института.
С 1933 г. научный сотрудник лаборатории возрастной физиологии, с 1941 г. — старший научный сотрудник отдела физиологии органов чувств Всесоюзного института экспериментальной медицины в г. Москве. В 1935 г. ей присуждена ученая степень кандидата наук.
С 1941 г. — доцент кафедры нормальной физиологии Харьковского государственного медицинского института.
С 1961 г. работала в Петрозаводском государственном университете, профессор кафедры физиологии, с 1971 г. — заведующий кафедрой физиологии, с 1980 г. — профессор-консультант кафедры.
С 1986 по 1989 гг. работала в Карельском педагогическом институте.
В 1974 г. по её инициативе и под её руководством открыта Проблемная научно-исследовательская лаборатория по нейрофизиологии терморецепции и теплообмена.
Член Научного совета по физиологии АН СССР, член редакционного совета "Физиологического журнала им. И. М. Сеченова.

## Публикации и труды
- Минут-Сорохтина О. П. Физиологическое значение рецепторов вен [Текст] / О. П. Минут-Сорохтина, Б. З. Сиротин. — Москва : Медгиз, 1957. — 228 с
- Минут-Сорохтина, О. П. Влияние повторной хордотомии и раневой импульсации на спинальные рефлексы лягушки / О. П. Минут-Сорохтина // Вопросы морфологии, физиологии и практической медицины. — Петрозаводск, 1965. — С. 61-65
- Минут-Сорохтина, О. П. Механизм активации сосудистых рецепторов // Материалы IV медико-биологической конференции, посвященной 50-летию советской власти. — Петрозаводск, 1967. — С.45-46
- Минут-Сорохтина, О. П. Классификация периферических терморецепторов и их функциональное значение / О. П. Минут-Сорохтина // Дефицит возбуждения и раздражения. — Петрозаводск, 1969. — [Вып. 2]. — C. 48-62
- Минут-Сорохтина О. П. Физиология термоцепции [Текст] / О. П. Минут-Сорохтина. — Москва : Медицина , 1972. — 228 с.
- Минут-Сорохтина, О. П. Миогенные реакции подкожных сосудов и регулирование теплоотдачи // Материалы V медико-биологической конференции. — Петрозаводск, 1969. — С.60-61
- Минут-Сорохтина, О.П. О воспитании навыков научного мышления через лекцию // Исследовательская работа студентов в учебном процессе. — Петрозаводск, 1980. — С.112

## Награды
- Орден Трудового Красного Знамени.
- Медаль «За победу над Японией»
- Медаль «За доблестный труд в Великой Отечественной войне 1941—1945 гг.»
- Отличник здравоохранения
- Отличник высшей школы